# Halowe Mistrzostwa Europy w Lekkoatletyce 2023 – sztafeta 4 × 400 m mężczyzn
Sztafeta 4 × 400 metrów mężczyzn – jedna z konkurencji biegowych rozgrywanych podczas halowych lekkoatletycznych mistrzostw Europy w hali Ataköy Arena w Stambule.
Tytułu mistrzowskiego z 2021 nie obronili Holendrzy.

## Terminarz
| Data    | Godzina |       |
| ------- | ------- | ----- |
| 5 marca | 19:10   | Finał |

## Rekordy
Tabela prezentuje halowy rekord świata, rekord Europy w hali, rekord halowych mistrzostw Europy, a także najlepsze osiągnięcia w hali na świecie i w Europie w sezonie 2023 przed rozpoczęciem mistrzostw.
|                                               | Reprezentacja                                                                  | Wynik   | Miejsce     | Data                  |
| --------------------------------------------- | ------------------------------------------------------------------------------ | ------- | ----------- | --------------------- |
| Rekord świata                                 | Houston Amere Lattin Obi Igbokwe Jermaine Holt Kahmari Montgomery              | 3:01,51 | Clemson     | 9 lutego 2019(dts)    |
| Rekord Europy                                 | Polska · Karol Zalewski · Rafał Omelko · Łukasz Krawczuk · Jakub Krzewina      | 3:01,77 | Birmingham  | 4 marca 2018(dts)     |
| Rekord mistrzostw Europy                      | Belgia · Julien Watrin · Dylan Borlée · Jonathan Borlée · Kévin Borlée         | 3:02,87 | Praga       | 8 marca 2015(dts)     |
| Najlepszy wynik na świecie w 2023 roku (hala) | Arkansas Connor Washington James Benson Ayden Owens-Delerme Christopher Bailey | 3:01,09 | Albuquerque | 4 lutego 2023(dts)    |
| Najlepszy wynik w Europie w 2023 roku (hala)  | Węgry · Tamás Máté · Dániel Huller · Zoltán Wahl · Attila Molnár               | 3:08,58 | Nyíregyháza | 28 stycznia 2023(dts) |

## Wyniki

### Finał
| Poz. | Tor | Reprezentacja   | Zawodnicy                | Czas    | Uwagi |
| ---- | --- | --------------- | ------------------------ | ------- | ----- |
| 01 ! | 6   | Belgia          | Dylan Borlée             | 3:05,83 | EL    |
| 01 ! | 6   | Belgia          | Alexander Doom           | 3:05,83 | EL    |
| 01 ! | 6   | Belgia          | Kévin Borlée             | 3:05,83 | EL    |
| 01 ! | 6   | Belgia          | Julien Watrin            | 3:05,83 | EL    |
| 02 ! | 2   | Francja         | Gilles Biron             | 3:06,52 | SB    |
| 02 ! | 2   | Francja         | Téo Andant               | 3:06,52 | SB    |
| 02 ! | 2   | Francja         | Victor Coroller          | 3:06,52 | SB    |
| 02 ! | 2   | Francja         | Muhammad Abdallah Kounta | 3:06,52 | SB    |
| 03 ! | 3   | Holandia        | Isayah Boers             | 3:06,59 | SB    |
| 03 ! | 3   | Holandia        | Isaya Klein Ikkink       | 3:06,59 | SB    |
| 03 ! | 3   | Holandia        | Ramsey Angela            | 3:06,59 | SB    |
| 03 ! | 3   | Holandia        | Liemarvin Bonevacia      | 3:06,59 | SB    |
| 4.   | 5   | Hiszpania       | Óscar Husillos           | 3:06,87 | SB    |
| 4.   | 5   | Hiszpania       | Markel Fernandez         | 3:06,87 | SB    |
| 4.   | 5   | Hiszpania       | Lucas Búa                | 3:06,87 | SB    |
| 4.   | 5   | Hiszpania       | David García             | 3:06,87 | SB    |
| 5.   | 4   | Wielka Brytania | Ben Higgins              | 3:08,61 | SB    |
| 5.   | 4   | Wielka Brytania | Joseph Brier             | 3:08,61 | SB    |
| 5.   | 4   | Wielka Brytania | Samuel Reardon           | 3:08,61 | SB    |
| 5.   | 4   | Wielka Brytania | Lewis Davey              | 3:08,61 | SB    |
| 6.   | 1   | Turcja          | Oğuzhan Kaya             | 3:09,41 | NR    |
| 6.   | 1   | Turcja          | Berke Akçam              | 3:09,41 | NR    |
| 6.   | 1   | Turcja          | Kubilay Ençü             | 3:09,41 | NR    |
| 6.   | 1   | Turcja          | İsmail Nezir             | 3:09,41 | NR    |